# Renedo de Esgueva
Renedo de Esgueva és un municipi de la província de Valladolid, a la comunitat autònoma de Castella i Lleó.

## Administració
| Període      | Nom de l'alcalde/-essa     | Partit polític     | Data de possessió |
| ------------ | -------------------------- | ------------------ | ----------------- |
| 1979 - 1983  | Javier Medrano Olmedo      | Partit Independent | 19/04/1979        |
| 1983 - 1987  | Ramiro Ruiz Medrano        | AP                 | 28/05/1983        |
| 1987 - 1991  | Ramiro Ruiz Medrano        | PP                 | 30/06/1987        |
| 1991 - 1995  | Ramiro Ruiz Medrano        | PP                 | 15/06/1991        |
| 1995 - 1999  | Ramiro Ruiz Medrano        | PP                 | 17/06/1995        |
| 1999 - 2003  | José Antonio Sinova Tejedo | PP                 | 03/07/1999        |
| 2003 - 2007  | José Antonio Sinova Tejedo | PP                 | 14/06/2003        |
| 2007 - 2011  | Antonio Ruiz Coca          | PP                 | 16/06/2007        |
| 2011 - 2015  | n/d                        | n/d                | 11/06/2011        |
| 2015 - 2019  | n/d                        | n/d                | 13/06/2015        |
| 2019 - 2023  | n/d                        | n/d                | 15/06/2019        |
| Des del 2023 | n/d                        | n/d                | 17/06/2023        |

## Demografia
| 1996 | 1998 | 1999 | 2000 | 2001  | 2002  | 2003  | 2004  | 2005  | 2006  |
| ---- | ---- | ---- | ---- | ----- | ----- | ----- | ----- | ----- | ----- |
| 933  | 961  | 961  | 935  | 1.146 | 1.201 | 1.233 | 1.264 | 1.532 | 1.948 |